# アンテス・ムエルタ・ケ・リチタ
『アンテス・ムエルタ・ケ・リチタ』（スペイン語: Antes muerta que Lichita）は、メキシコのテレビドラマ。ラス・エストレージャスで2015年8月24日から2016年2月21日まで放送された。
タイトルの意味は「リチタより死んだほうがいい」。

## 登場人物
アリシア・グティエレス・ロペス / リチタ
演：マイテ・ペローニ
アウグスト・デ・トレド・イ・モンドラゴン
演：エドゥアルド・サンタマリーナ
ロベルト・ドゥアルテ
演：アラス・デラ・トーレ
ルチアナ・デ・トレド・イ・モンドラゴン
演：イングリッド・マーツ
サンドラ・マダリアガ
演：シャンタル・アンデレ
イグナシオ「ナチョ」グティエレス
演：マヌエル「フラコ」イバニェス
ヘスサ「シュシェット」
演：ルス・エレナ・ゴンサレス
ファティマ
演：マカリア
ビアトリス・カサブランカ・デ・トレド・イ・モンドラゴン
演：ガブリエラ・プラタス